# Hormajärvi
Hormajärvi är en sjö i Lojo stad i Finland.   Den ligger i landskapet Nyland, i den södra delen av landet, 50 km väster om huvudstaden Helsingfors. Hormajärvi ligger 32,3 meter över havet. Arean är 5 kvadratkilometer och strandlinjen är 30,23 kilometer lång. Sjön  ingår i Karisåns huvudavrinningsområde.   Den ligger vid sjön Lojosjö.
I övrigt finns följande i Hormajärvi:
- Teurinkari (en ö)